# Diabolocatantops axillaris
Diabolocatantops axillaris är en insektsart som först beskrevs av Carl Peter Thunberg 1815.  Diabolocatantops axillaris ingår i släktet Diabolocatantops och familjen gräshoppor.

## Underarter
Arten delas in i följande underarter:
- D. a. libericus
- D. a. saucius
- D. a. axillaris

## Bildgalleri

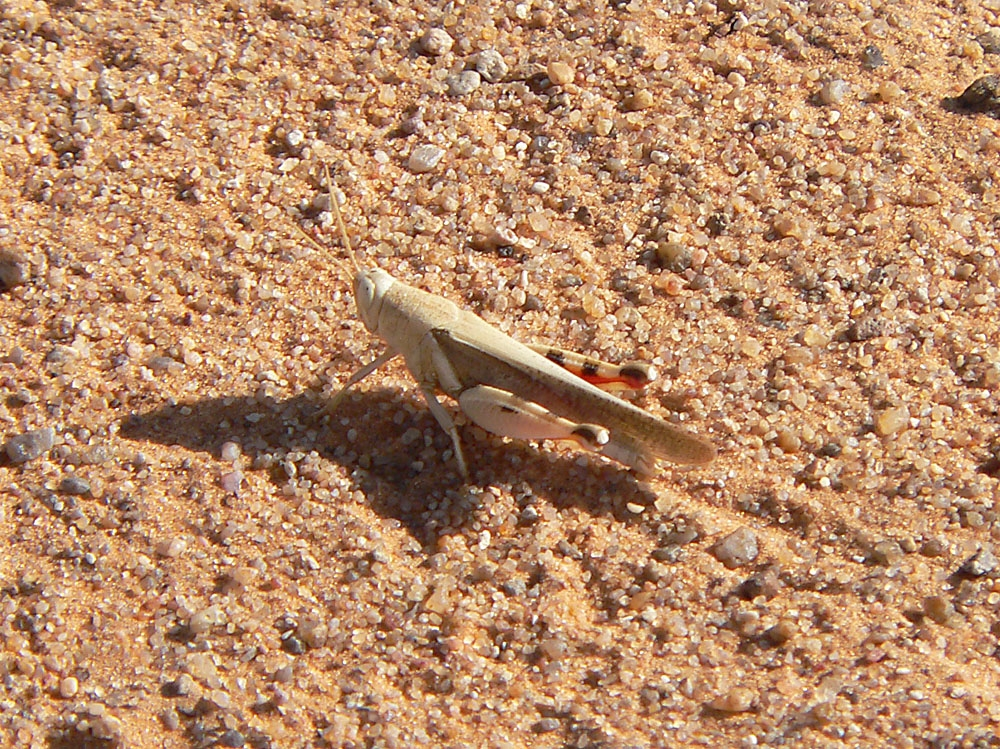